# Đầu máy lớp 231
Đầu máy Lớp 231 là dòng đầu máy hơi nước khổ mét được sử dụng trên Đường sắt Việt Nam và Đường sắt Campuchia.

## Việt Nam
Có 3 phiên bản đầu máy hơi nước 4-6-2 khác nhau phục vụ tại Việt Nam: 231-301, 231-401 và 231-50. Ngoài ra còn có 231-A-001 nhưng đây dường như chỉ đơn giản là thuộc lớp 231-501.

### 231-301
Lớp 231.3 được SACM sản xuất vào năm 1932. Việc đánh số CFI dường như theo thứ tự thời gian, vì vậy có thể lớp 231-301 đến trước Lớp 231-401.

### 231-401
Những đầu máy xe lửa loại này được chế tạo bởi Hanomag (Hannoversche Maschinenfabrik) ở Hanover, Đức và được chuyển giao vào năm 1930 như một phần của sự bồi thường chiến tranh trong Thế chiến I. Các phiên bản này rất giống nhau. đến một số 3 xi lanh 4-6-2 được cung cấp cho Đường sắt Hoàng gia Xiêm (RSR) vào năm 1928-29 từ cùng một nhà sản xuất, mặc dù họ chỉ có 2 xi lanh. Ví dụ, chúng có cùng kích thước bánh xe (1370 mm).
Đến cuối những năm 1960, chỉ còn 3 chiếc còn sót lại ở miền Nam là 402, 403 và 405, trong đó 402 và 403 nằm ở Dĩ An và được mô tả là "rác" trong khi 405 nằm ở Mương Mán và "có thể phục vụ được". Chúng nặng 124.400 lbs và có lực kéo 17.270 lbs.

### 231-501
Những đầu máy kiểu này được chế tạo từ năm 1938 đến 1939 bởi SACM
Những đầu máy này được chuyển giao dưới dạng đầu máy đốt dầu và có trọng lượng 132.440 lbs có lực kéo 20.856 lbs.

### 231-A-001
Những đầu máy này được SACM chế tạo vào năm 1948-1949 và có vẻ giống với đầu máy 231-501..
231-A-003, 231-A-006 tại Tổng kho Nha Trang tháng 10 năm 1987.

### Phục vụ
Trong Chiến tranh Đông Dương lần thứ nhất, nhiều chiếc đầu máy được vận chuyển đến Việt Nam.
Lớp 231 trong tình trạng được dỡ hàng tại cảng Sài Gòn. Chúng đang được dỡ xuống từ tàu "MV Bir-Hakeim" vào tháng 5 năm 1947. Vì vậy, có vẻ như ít nhất một số chiếc thuộc lớp 231-501 được chuyển giao sau chiến tranh. Chiến tranh đã làm gián đoạn việc giao đơn hàng 1938-39
Những đầu máy số hiệu 231-501, 231-505, 231-506, 231-507, 231-525, 231-534, 231-537, 231-545 và ít nhất 45 chiếc nữa thuộc lớp này được sử dụng ở Miền Nam Việt Nam vào năm 1968, trong đó có tuyến đường sắt Tháp Chàm phía Bắc Sài Gòn.
Những đầu máy số hiệu 231-302, 231-309, 231-524, 231-525, 231-527, 231-528, 231-529, 231-530, 231-533 và 231-534 vẫn còn được thấy trên những bãi phế liệu ở Hà Nội vào cuối những năm 1980.
Tại Việt Nam, Nhà máy Xe lửa Gia Lâm là đơn vị đầu tiên khôi phục đầu máy hơi nước 309 (Phúc Lợi) 231-309 ngày 1 tháng 5 năm 1959. Từ những năm 2000, đầu máy hơi nước chỉ còn chạy dồn ở các ga và chạy du lịch. Tới năm 2004 thì tất cả các đầu máy hơi nước không còn hoạt động.

## Campuchia

### 231 Campuchia
Những đầu máy tương tự đã được giao đến Campuchia.
7 đầu máy được chuyển từ Campuchia sang năm 1930 vì nhu cầu sử dụng đường sắt tại Việt Nam tăng cao.
Hai đầu máy đã được ghi nhận ở Phnom Penh trong những năm 1970 được đánh số 231-502 và 231-509. Có tài liệu cho thấy đầu máy số hiệu 231-501. Có thể các đầu máy xe lửa đã được mua trong một đợt sau đó được phân bổ cho các bộ phận khác nhau của mạng lưới đường sắt Đông Dương.

## Thiết kế
Đầu máy 231 thuộc lớp đầu máy hơi nước loại 4-6-2 Thái Bình Dương.
Có những điểm tương đồng với các lớp 141 và 230 (đặc biệt là lớp 141/ ZL) Những chiếc 231-501 và 141 của Pháp đều được chế tạo bởi SACM và một số bộ phận bao gồm lò hơi là chung cho cả hai lớp.

## Hiện vật được trưng bày
| Số hiệu | Nơi trưng bày           |
| ------- | ----------------------- |
| 231-501 | Ga Phnôm Pênh           |
| 231-502 | Ga Phnôm Pênh           |
| 231-503 | Ga Phnôm Pênh           |
| 231-504 | Ga Phnôm Pênh           |
| 231-505 | Ga Phnôm Pênh           |
| 231-506 | Ga Hoàng gia Battambang |
| 231-507 | Ga Hoàng gia Battambang |
| 231-508 | Ga Phnôm Pênh           |
| 231-509 | Ga Phnôm Pênh           |